# University of Nebraska-Lincoln Women's Volleyball 2023
Questa voce raccoglie le informazioni riguardanti la University of Nebraska-Lincoln Women's Volleyball nella stagione 2023.

## Stagione
La University of Nebraska partecipa alla Big Ten Conference per la tredicesima volta, vincendo il suo quarto titolo di
conference.
Riceve la testa di serie numero 1 al torneo NCAA Division I, potendo così ospitare l'intera fase regionale: ai primi due turni ottiene due rapidi successi in tre set contro la Long Island e la Missouri, accedendo così alle Sweet sixteen, dove elimina la Georgia Tech in altrettanti parziali, prima di aggiudicarsi il suo incontro della Elite eight contro la Arkansas per 3-1.
Nel corso della diciassettesima Final four della propria storia, supera in semifinale la Pittsburgh con un secco 3-0, ma viene sconfitta in finale con il medesimo risultato dalla Texas.

## Organigramma societario
Area direttiva
- Presidente: Trev Alberts
- Assistente amministrativo: Joni Duff

Area organizzativa
- Direttore delle operazioni: Lindsay Peterson

Area tecnica
- Allenatore: John Cook
- Assistente allenatore: Jaylen Reyes, Kelly Hunter, Jordan Larson
- Coordinatore reclutamento: Jaylen Reyes
- Preparatore atletico: Jolene Emricson, Brian Kmitta

## Rosa
| N° | Nome                | Ruolo | Data di nascita  | Nazionalità sportiva | Anno      |
| -- | ------------------- | ----- | ---------------- | -------------------- | --------- |
| 2  | Bergen Reilly       | P     | 26 maggio 2005   | Stati Uniti          | Freshman  |
| 5  | Rebekah Allick      | C     | 26 gennaio 2004  | Stati Uniti          | Sophomore |
| 6  | Laney Choboy        | L     | 6 gennaio 2005   | Stati Uniti          | Freshman  |
| 7  | Maisie Boesiger     | L     | 7 settembre 2003 | Stati Uniti          | Sophomore |
| 8  | Alexis Rodriguez    | L     | 11 marzo 2003    | Stati Uniti          | Junior    |
| 9  | Kennedi Orr         | P     | 7 novembre 2002  | Stati Uniti          | Junior    |
| 10 | Caroline Jurevicius | S     | 9 agosto 2004    | Stati Uniti          | Freshman  |
| 11 | Hayden Kubik        | S     | 8 aprile 2004    | Stati Uniti          | Sophomore |
| 13 | Merritt Beason      | O     | 16 aprile 2003   | Stati Uniti          | Junior    |
| 14 | Allysa Batenhorst   | S     | 26 luglio 2002   | Stati Uniti          | Junior    |
| 15 | Andi Jackson        | C     | 15 giugno 2005   | Stati Uniti          | Freshman  |
| 22 | Lindsay Krause      | S     | 11 dicembre 2002 | Stati Uniti          | Junior    |
| 27 | Harper Murray       | S     | 24 febbraio 2005 | Stati Uniti          | Freshman  |
| 44 | Maggie Mendelson    | C     | 22 aprile 2005   | Stati Uniti          | Sophomore |

## Mercato
| Acquisti | Acquisti            | Acquisti                   | Acquisti   |
| R.       | Nome                | da                         | Modalità   |
| -------- | ------------------- | -------------------------- | ---------- |
| O        | Merritt Beason      | Florida                    | definitivo |
| L        | Laney Choboy        | Leesville Road HS          | definitivo |
| C        | Andi Jackson        | Brighton HS                | definitivo |
| S        | Caroline Jurevicius | Notre Dame-Cathedral Latin | definitivo |
| S        | Harper Murray       | Skyline HS                 | definitivo |
| P        | Bergen Reilly       | O'Gorman Catholic HS       | definitivo |

| Cessioni | Cessioni           | Cessioni                | Cessioni   |
| R.       | Nome               | a                       | Modalità   |
| -------- | ------------------ | ----------------------- | ---------- |
| P        | Anni Evans         | San Diego               | definitivo |
| P        | Nicklin Hames      | -                       | ritirata   |
| C        | Kaitlyn Hord       | Alba-Blaj               | definitivo |
| L        | Kenzie Knuckles    | -                       | ritirata   |
| S        | Madison Kubik      | Cangrejeras de Santurce | definitivo |
| S        | Whitney Lauenstein | -                       | ritirata   |

## Statistiche

### Statistiche di squadra
| Competizione                       | Punti | In casa | In casa | In casa | In trasferta | In trasferta | In trasferta | Campo neutro | Campo neutro | Campo neutro | Totale | Totale | Totale |
| Competizione                       | Punti | G       | V       | P       | G            | V            | P            | G            | V            | P            | G      | V      | P      |
| ---------------------------------- | ----- | ------- | ------- | ------- | ------------ | ------------ | ------------ | ------------ | ------------ | ------------ | ------ | ------ | ------ |
| Big Ten Conference NCAA Division I | .943  | 21      | 21      | 0       | 12           | 11           | 1            | 2            | 1            | 1            | 35     | 33     | 2      |
| Totale                             | .943  | 21      | 21      | 0       | 12           | 11           | 1            | 2            | 1            | 1            | 35     | 33     | 2      |

G = partite giocate; V = partite vinte; P = partite perse

### Statistiche dei giocatori
| Giocatrice    | Big Ten Conference NCAA Division I | Big Ten Conference NCAA Division I | Big Ten Conference NCAA Division I | Big Ten Conference NCAA Division I | Big Ten Conference NCAA Division I | Totale | Totale | Totale | Totale | Totale |
| Giocatrice    | P                                  | PT                                 | AV                                 | MV                                 | BV                                 | P      | PT     | AV     | MV     | BV     |
| ------------- | ---------------------------------- | ---------------------------------- | ---------------------------------- | ---------------------------------- | ---------------------------------- | ------ | ------ | ------ | ------ | ------ |
| R. Allick     | 32                                 | 270,5                              | 185                                | 84,5                               | 1                                  | 32     | 270,5  | 185    | 84,5   | 1      |
| A. Batenhorst | 30                                 | 224                                | 196                                | 28                                 | 0                                  | 30     | 224    | 196    | 28     | 0      |
| M. Beason     | 35                                 | 544                                | 455                                | 56                                 | 33                                 | 35     | 544    | 455    | 56     | 33     |
| M. Boesiger   | 18                                 | 3                                  | 0                                  | 0                                  | 3                                  | 18     | 3      | 0      | 0      | 3      |
| L. Choboy     | 34                                 | 14                                 | 0                                  | 0                                  | 14                                 | 34     | 14     | 0      | 0      | 14     |
| A. Jackson    | 34                                 | 305                                | 237                                | 68                                 | 0                                  | 34     | 305    | 237    | 68     | 0      |
| L. Krause     | 14                                 | 131                                | 110                                | 13                                 | 8                                  | 14     | 131    | 110    | 13     | 8      |
| H. Kubik      | 9                                  | 3                                  | 3                                  | 0                                  | 0                                  | 9      | 3      | 3      | 0      | 0      |
| M. Mendelson  | 13                                 | 34,5                               | 27                                 | 7,5                                | 0                                  | 13     | 34,5   | 27     | 7,5    | 0      |
| H. Murray     | 35                                 | 462,5                              | 391                                | 35,5                               | 36                                 | 35     | 462,5  | 391    | 35,5   | 36     |
| K. Orr        | 29                                 | 8                                  | 1                                  | 0                                  | 7                                  | 29     | 8      | 1      | 0      | 7      |
| B. Reilly     | 35                                 | 129,5                              | 70                                 | 33,5                               | 26                                 | 35     | 129,5  | 70     | 33,5   | 26     |
| A. Rodriguez  | 35                                 | 16                                 | 1                                  | 0                                  | 15                                 | 35     | 16     | 1      | 0      | 15     |

P = presenze; PT = punti totali; AV = attacchi vincenti; MV = muri vincenti; BV = battute vincenti

NB: I muri singoli valgono una unità di punto, mentre i muri doppi e tripli valgono mezza unità di punto; anche i giocatori nel ruolo di libero sono impegnati al servizio